# Cirák
Cirák là một thị trấn thuộc hạt Győr-Moson-Sopron, Hungary. Thị trấn này có diện tích 11,76 km², dân số năm 2010 là 582 người, mật độ 49 người/km².